# Chu Lok Yin
Chu Lok Yin (* 24. April 2005) ist ein Leichtathlet aus Hongkong, der sich auf den Mittelstreckenlauf spezialisiert hat.

## Sportliche Laufbahn
Erste internationale Erfahrungen sammelte Chu Lok Yin im Jahr 2022, als er bei den U18-Asienmeisterschaften in Kuwait in 1:53,46 min die Silbermedaille im 800-Meter-Lauf gewann und sich in der Sprintstaffel (1000 Meter) in 1:56,82 min die Bronzemedaille sicherte. Im Jahr darauf belegte er bei den U20-Asienmeisterschaften in Yecheon in 4:09,89 min den achten Platz im 1500-Meter-Lauf und verpasste über 800 Meter mit 1:55,31 min den Finaleinzug. Zudem klassierte er sich mit der Hongkonger Mixed-Staffel über 4-mal 400 Meter mit 3:35,39 min auf dem vierten Platz.
2022 wurde Chu Hongkonger Meister im 800-Meter-Lauf.

## Persönliche Bestleistungen
- 800 Meter: 1:53,46 min, 15. Oktober 2022 in Kuwait
- 1500 Meter: 4:09,89 min, 7. Juni 2023 in Yecheon